# Gangseo-dong, Yangsan
Gangseo-dong (koreanska: 강서동) är en stadsdel  i staden Yangsan i provinsen Södra Gyeongsang i den sydöstra delen av  Sydkorea, 305 km sydost om huvudstaden Seoul. Den ligger strax norr om storstaden Busan.